# 亚当·维纳蒂耶里
亚当·维纳蒂耶里（英語：Adam Vinatieri，1972年12月28日—），美式足球踢球员，现效力于印第安纳波利斯小马。他曾四次随新英格兰爱国者进入超级碗，两次随印第安纳波利斯小马进入超级碗，并先后于2001年、2003年、2004年与2006年四次获得超级碗冠军。他也是首个获四枚超级碗戒指的踢球员。
维纳蒂耶里有多次踢球都在NFL历史上具有重要地位，包括著名的Tuck Rule Game中扳平比分以及致胜的踢球，以及两次超级碗（XXXVI、XXXVIII）中最后时刻的致胜踢球。